# Lush Gjergji

Lush Gjergji (Gornja Stubla, Kosovo, 21. ožujka 1949.), albanski katolički svećenik s Kosova, teolog, biograf Majke Tereze, s kojom je ostvario više od stotinu susreta.
Prve četiri godine osnovne škole završio je u rodnome mjestu, petu godinu u Vitini, a posljednje tri godine u Žegri na Kosovu. Klasičnu gimnaziju pohađao je u Dubrovniku (1963. - 1967.). Prvu godinu studija filozofije slušao je u Splitu (1967.  -1968.), a ostale godine studija i magisterij iz filozofije, u Rimu na Papinskom sveučilištu „Urbaniana“ (1968.-1973), gdje je diplomirao i teologiju.
Istodobno je na Državnomu sveučilištu u Rimu „La Sapienza” studirao i doktorirao psihologiju 1975. s temom Uloga albanske žene u obitelji i društvu. Godinama je glavni urednik vjersko-kulturnog časopisa Drita, kao i istoimene katoličke izdavačke kuće sa sjedištem prvo u Uroševcu, kasnije u Prizrenu, a zatim u Prištini.
Služio je u ovim župama: u Uroševcu (1975.-1993.), u Binaču (1993.-2006.) i u Prizrenu (2007.-2009.). Bio je ravnatelj Radio Marije Kosovo. 
Jedan je od najistaknutijih kosovskih intelektualaca. Organizirao je program savjetovanja, rehabilitacije i stručnoga obrazovanje za više od 20 tisuća udovica i silovanih muslimanki. Uspio je smanjiti krvnu osvetu na Kosovu, koja je donedavno bila jako izražena, na minimum, pomirbom zaraćenih obitelji.
Član je Saveza pisaca Kosova, član katoličkih novinara i publicista Europe i član Europske akademije.
Do sada je objavio više od 60 knjiga: 28 na albanskome, 15 na talijanskomu i 17 na hrvatskomu jeziku, od kojih 15 posvećenih sv. Majci Terezi.